# Ilse - hunulven fra SS
Ilse - hunulven fra SS (Ilsa, She Wolf of the SS) er en canadisk nazisploitationfilm fra 1975, instrueret af Don Edmonds, produceret af David F. Friedman og skrevet af Jonah Royston. Filmen er den første i en serie på fire film, der også omfatter Ilse - haremmets slavepisker, (Ilsa, Harem Keeper of the Oil Sheiks, 1976), Ilse - Slagteren fra Junglefængslet (Ilsa, the Wicked Warden, 1977) og Ilse - Hundjævlen fra Sibirien (Ilsa, the Tigress of Siberia, 1977).

## Medvirkende
- Dyanne Thorne som Ilsa
- C.D. Lafleuer som Binz
- Gregory Knoph som Wolfe
- Tony Mumolo som Mario
- Maria Marx som Anna
- Nicolle Riddell som Kata
- Jo Jo Deville som Ingrid
- Sandy Richman som Maigret
- Rodina Keeler som Gretchen
- Wolfgang Roehm som General
- Lance Marshall som Richter